# Ротонда Сан Лоренцо
Ротонда Сан Лоренцо  (італ. Rotonda di San Lorenzo) — пам'ятка архітектури романського стилю в місті Мантуя, Італія.

## Історичні дані
За попередніми даними — ротонда перебудована зі споруди доби Стародавнього Риму, датованої 4 століттям н. е. Залишки цегляної споруди були перебудовані в романську добу і перетворені на християнський храм — ротонду. На гіпсовій стулці в інтер'єрі знайдена дата «1083 рік», яку схильні вважати датою закінчення споруди. Дата не дуже суперечить стилістиці архітектури і, можливо, ротонда побудована ще раніше.
У ротонді бачать місцеву інтерпретацію храму Гробу Господнього в Єрусалимі. За переказами, фундаторкою храму була Матильда Каносса, представниця володарів середньовічної Мантуї. Збережені свідоцтва про плани перебудови старовинного храму, які ініціювали володарі Мантуї та архітектори Альберті та Джуліо Романо. Але вони не були реалізовані. Стара будівля втрачала привабливість і престиж після створення в Мантуї величного міського храму за проектом архітектора Альберті. 1579 року за наказом герцога Гульельмо Гонзага в старому храмі припинили служби .
Ротонда опинилася в центрі єврейського гетто Мантуї і використовувалась то як комора, то як житлове приміщення, руйнувалась і перебудовувалась. 1908 року перебудована ротонда була вилучена з приватної власності і стала майном міста. 1911 року всі пізні добудови розібрані, фасади — реставровані, дахи — вкриті черепицею.
Ротонда визнана найстарішим серед збережених храмів міста Мантуя і повернута католицькій громаді.

## Галерея

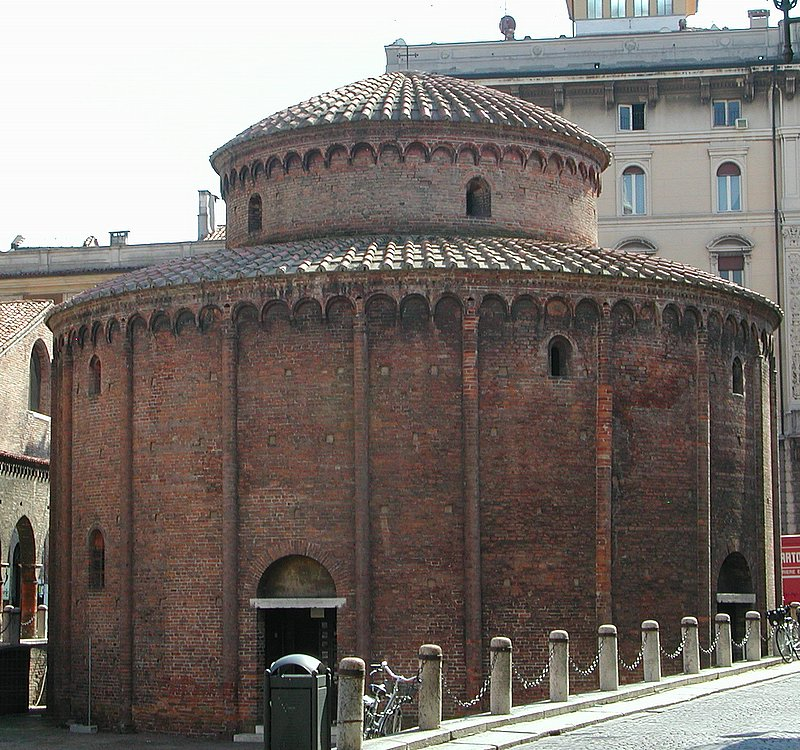
Ротонда, фасад
Ротонда, вхідний портал
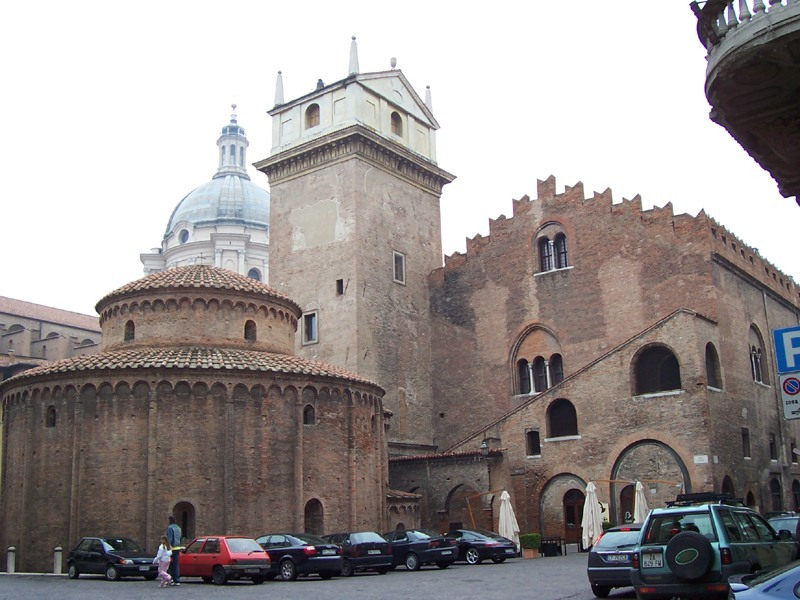
Ротонда, міське оточення
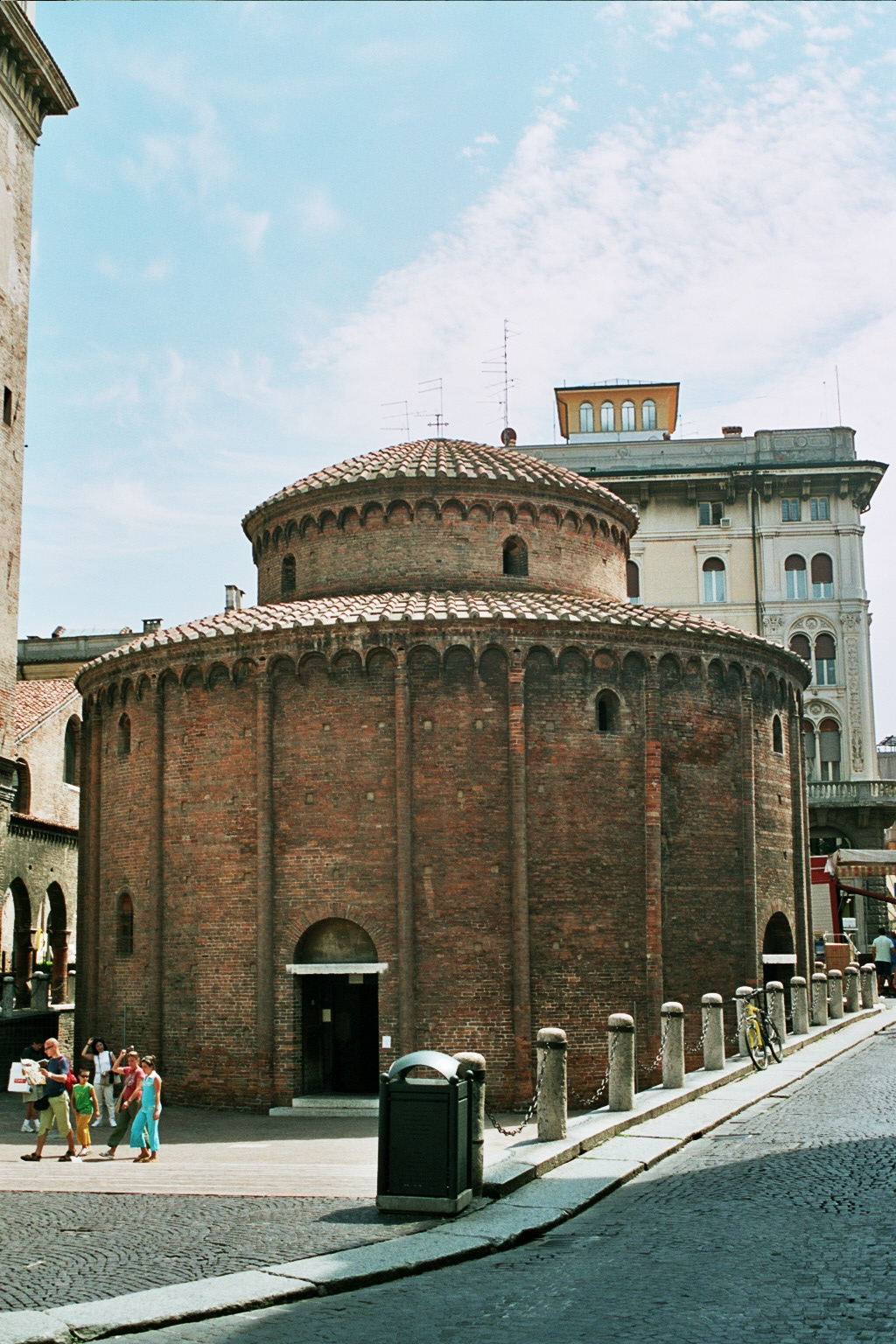
Ротонда Сан Лоренцо.
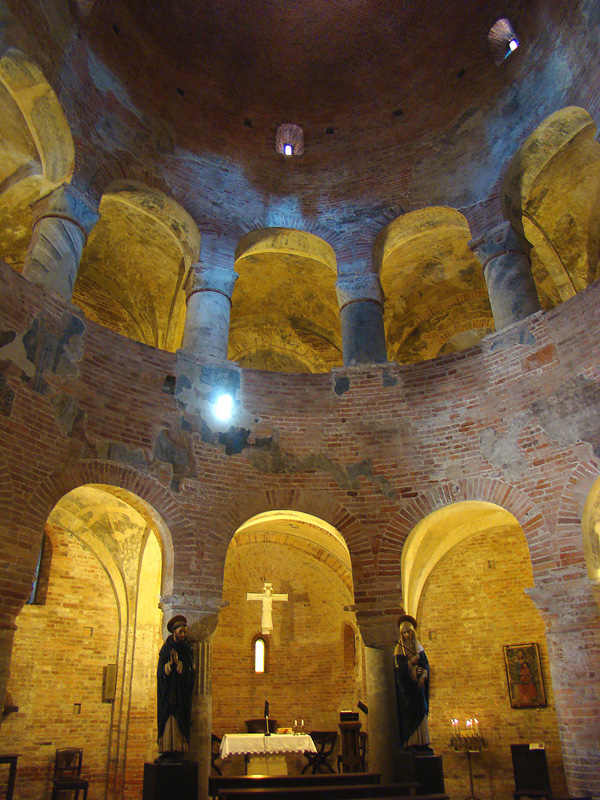